# Sadi
Sadi (nep. साडी) – gaun wikas samiti w zachodniej części Nepalu w strefie Lumbini w dystrykcie Rupandehi. Według nepalskiego spisu powszechnego z 2001 roku liczył on 816 gospodarstw domowych i 5246 mieszkańców (2498 kobiet i 2748 mężczyzn).